# Meizu E3
Meizu E3 — смартфон середнього рівня, розроблений Meizu, що є наступником Meizu E2. Був представлений 21 березня 2018 року.

## Дизайн
Екран виконаний зі скла. Корпус виконаний з алюмінію.
Знизу знаходяться роз'єм USB-C, динамік, мікрофон та 3.5 мм аудіороз'єм. Зверху розташований другий мікрофон. З лівого боку розташований слот під 2 SIM-картки та кнопки регулювання гучності. З правого боку розміщені кнопка блокування смартфона та сканер відбитків пальців.
Meizu E3 продавався в 3 кольорах: чорному, синьому та золотому.

## Технічні характеристики

### Платформа
Смартфон отримав процесор Qualcomm Snapdragon 636 та графічний процесор Adreno 509.

### Батарея
Батарея отримала об'єм 3360 мА·год та підтримку швидкої зарядки mCharge 3.0 на 24 Вт.

### Камера
Смартфон отримав основну подвійну камеру 12 Мп, f/1.9 Sony IMX362 (ширококутний) з фазовим автофокусом Dual Pixel + 20 Мп, f/2.6 Sony IMX350 (телеоб'єктив) з фазовим автофокусом та 2x оптичним зумом. Фронтальна камера отримала роздільність 8 Мп (ширококутний), світлосилу f/2.0. Основна та фронтальна камера вміють записувати відео у роздільній здатності 1080p@30fps

### Екран
Екран IPS LCD, 5.99", 2160 × 1080 (FullHD+) зі співвідношенням сторін 18:9 та щільністю пікселів 403 ppi.

### Пам'ять
Смартфон продавався в комплектації 6/64 та 6/128 ГБ.

### Програмне забезпечення
Смартфон був випущений на Flyme 6.3, що базувалася на Android 7.1.2 Nougat. Був оновлений до Flyme 8.